# Lasius draco
Lasius draco är en myrart som beskrevs av Cedric A. Collingwood 1982. Lasius draco ingår i släktet Lasius och familjen myror. Inga underarter finns listade i Catalogue of Life.